# Bački Petrovac
Bački Petrovac (izvirno srbsko Бачки Петровац; slovaško Báčsky Petrovec) je naselje v Srbiji, ki je središče istoimenske občine; slednja pa je del Južnobačkega upravnega okraja.

## Demografija
V naselju živi 5434 polnoletnih prebivalcev, pri čemer je njihova povprečna starost 40,7 let (38,5 pri moških in 42,8 pri ženskah). Naselje ima 2567 gospodinjstev, pri čemer je povprečno število članov na gospodinjstvo 2,62.
To naselje je v glavnem slovaško (glede na popis iz leta 2002), a v času zadnjih treh popisov je opazno zmanjšanje števila prebivalcev.
|  |

| Demografija | Demografija     | Demografija     |
| Leto        | Št. prebivalcev | Št. prebivalcev |
| ----------- | --------------- | --------------- |
|             |                 |                 |
|             |                 |                 |
|             |                 |                 |
|             |                 |                 |
| 1948        | 7452            |                 |
| 1953        | 7503            |                 |
| 1961        | 8104            |                 |
| 1971        | 7822            |                 |
| 1981        | 7729            |                 |
| 1991        | 7236            | 7120            |
| 2002        | 6993            | 6727            |
|             |                 |                 |

| Etnična sestava po popisu iz leta 2002 | Etnična sestava po popisu iz leta 2002 | Etnična sestava po popisu iz leta 2002 | Etnična sestava po popisu iz leta 2002 | Etnična sestava po popisu iz leta 2002 |
| -------------------------------------- | -------------------------------------- | -------------------------------------- | -------------------------------------- | -------------------------------------- |
| Slovaki                                | Slovaki                                |                                        | 5.549                                  | 82,48%                                 |
| Srbi                                   | Srbi                                   |                                        | 573                                    | 8,51%                                  |
| Jugoslovani                            | Jugoslovani                            |                                        | 169                                    | 2,51%                                  |
| Hrvati                                 | Hrvati                                 |                                        | 56                                     | 0,83%                                  |
| Madžari                                | Madžari                                |                                        | 36                                     | 0,53%                                  |
| Romi                                   | Romi                                   |                                        | 22                                     | 0,32%                                  |
| Muslimani                              | Muslimani                              |                                        | 10                                     | 0,14%                                  |
| Črnogorci                              | Črnogorci                              |                                        | 9                                      | 0,13%                                  |
| Rusini                                 | Rusini                                 |                                        | 8                                      | 0,11%                                  |
| Slovenci                               | Slovenci                               |                                        | 5                                      | 0,07%                                  |
| Makedonci                              | Makedonci                              |                                        | 5                                      | 0,07%                                  |
| Albanci                                | Albanci                                |                                        | 4                                      | 0,05%                                  |
| Ukrajinci                              | Ukrajinci                              |                                        | 3                                      | 0,04%                                  |
| Nemci                                  | Nemci                                  |                                        | 3                                      | 0,04%                                  |
| Čehi                                   | Čehi                                   |                                        | 1                                      | 0,01%                                  |
| Rusi                                   | Rusi                                   |                                        | 1                                      | 0,01%                                  |
| Neznano                                | Neznano                                |                                        | 140                                    | 2,08%                                  |